# Estadio Shahid Dastgerdi
El Shahid Dastgerdi Stadium (también conocido como PAS Tehran Stadium) ( Persa : ورزشگاه شهيد دستگردی ) es un estadio de fútbol ubicado en el área de Ekbatan en Teherán, Irán. Fue nombrado en honor a una víctima de la guerra Irán-Irak. En este estadio hizo de local el antiguo PAS Tehran FCy; ahora alberga al equipo nacional de fútbol sub-20 de Irán .

## Partidos famosos
- El Estadio Shahid Dastgerdi fue utilizado como sede de la Supercopa de Irán 2005 entre Foolad y la Batería Saba, que terminó 4-0 con la Batería Saba.

## Torneos
El Estadio Shahid Dastgerdi junto con el Estadio Rah Ahan fueron los anfitriones del Campeonato Asiático Sub-16 de 2012. Siria está jugando sus partidos como local en el Estadio Shahid Dastgerdi durante la Copa Asiática 2015 utilizado, por razones de seguridad, mientras que Irak también jugó sus partidos como local en el Estadio Shahid Dastgerdi durante la clasificación a la Copa Mundial de Fútbol de 2018. Debido a razones de seguridad el estadio también fue utilizado en la etapa de clasificación del Campeonato Sub-23 de la AFC en 2016 y 2020.